# Leão-marinho-da-nova-zelândia
Phocarctos hookeri, conhecido popularmente como leão-marinho-da-nova-zelândia ou leão-marinho-de-hooker, é uma espécie de mamífero marinho da família Otariidae. É a única espécie descrita para o gênero Phocarctos. Ocorre nas ilhas subantárticas ao sul da Nova Zelândia.

## Distribuição geográfica e habitat
A espécie ocorre na Austrália e Nova Zelândia. Possui uma distribuição geográfica limitada, habitando as ilhas subantárticas ao sul da Nova Zelândia, e águas adjacentes. A principal colônia reprodutiva é nas ilhas Auckland, seguida da Ilha Campbell. Registros indicam a presença de leões-marinhos, principalmente machos, na ilha Stewart e na costa sudeste da ilha do Sul, na Nova Zelândia. Animais errantes também pode ser encontrados na Ilha Macquarie.

## Conservação
A União Internacional para Conservação da Natureza (IUCN) classifica a espécie como "em perigo" de extinção devido a distribuição geográfica restrita, a população reduzida e a restrição das colônias reprodutivas em apenas duas ilhas subantárticas, o que deixa a população vulnerável à doenças, ao estresse climático e as atividades humanas, principalmente a pesca por rede. O estado de conservação foi alterado de "vulnerável" para "em perigo" em 2015. O Departamento de Conservação da Nova Zelândia (DOC), em 2010, alterou a classificação nacional de em perigo para estado crítico.